# گیلاس ژاپنی
گیلاس ژاپنی یا ساتو-زاکورا (به ژاپنی: 里桜 sato-zakura) نام علمی (Cerasus lannesiana Carriere) به مجموعه‌ای از رقمهای درختان ساکورا گفته می‌شود که عموماً به‌طور مصنوعی و توسط انسان به وجود آمده‌اند. شروع کاشت و به وجود آوردن این نوع ساکورا به دوره هی آن بر می‌گردد. درخت مادر اصلی در ساتو-زاکوراها اوشیما-زاکورا است که با انواع دیگر ساکورای وحشی از قبیل یاما-زاکورا، ادوهیگان، کاسومی-زاکورا و مامه-زاکورا پیوند داده‌می‌شود. همواره سعی شده‌است انواعی به وجود آورده‌شود که از نظر زیبایی ارزنده باشند. در بین انواع ساتو-زاکورا از نظر شکل ظاهری درخت، شیداره-زاکورا (شاخه افشان) و از نظر شکل گل، یائه-زاکورا (پرگلبرگ) بسیار است.

## ساتو-زاکورا به عنوان یک زیربخشه
در بعضی از تقسیم‌بندی‌ها ساکورا به چهار بخشه به نام‌های ساکورا، می-زاکورا، میاما-زاکورا، روبوپه‌تارومو تقسیم می‌شود. این چهار بخشه خود به زیربخشه‌هایی تقسیم می‌شوند. 
بخشه ساکورا به زیر بخش‌هایی با نام‌های یاما-زاکورا، ادوهیگان، مامه-زاکورا، چوجی-زاکورا، کانهی-زاکورا تقسیم می‌شود. هر کدام از این زیربخشه‌ها دارای دو گروه ساکورای وحشی و ساکورای باغی هستند. نام برخی از انواع  ساکوراهای باغی این پنج زیربخشه در زیر آمده‌است. 
- آساهی‌یاما（旭山・朝日山）
- آزومانی‌شیکی（東錦）
- آمانوگاوا（天の川）
- آمایادوری（雨宿）
- آمانیکی（綾錦・松前綾錦）
- آراکاوانیوی（荒川匂）
- آراشی‌یاما（嵐山）
- آراتاوا（新珠・松前新珠）
- آری‌آکه（有明）
- ایچی‌یو（一葉）
- ایستوکایاما（早晩山）
- ایتوکوکوری（糸括）
- ایماشوکو-زاکورا（今宿桜）
- ایموسه（妹背）
- ایوکوماگای（伊予熊谷）
- ایوای-زاکورا（祝桜）
- اوکون-زاکورا（鬱金）
- اوزو-زاکورا（渦桜）
- اوسوزومی（薄墨）
- ایگنجی（永源寺・永源寺桜）
- ادو（江戸・江戸桜）
- اوساوازاکورا（大沢桜）
- اوشیبایاما（大芝山）
- اوتا-زاکورا（太田桜）
- اوزوچین（大提灯）
- اوموراساکی（大村桜）
- اوکینا-زاکورا（翁桜）
- اوموروآری‌آکه（御室有明）
- کاری‌گینو（狩衣）
- کانزان（関山・セキヤマ）
- کیکو-زاکورا（菊桜）
- کیکو-شیداره（菊枝垂）
- کیناشی‌چیگو-زاکورا（鬼無稚児桜）
- کیبونه اوزو（貴船雲珠）
- گیوایکو（御衣黄）
- کیرین（麒麟）
- کوشیما-زاکورا（玖島桜）
- کورومادومه（車駐）
- کنروکوان-کیکو-زاکورا（兼六園菊桜）
- کوانجیشیرو یائه‌زاکورا（光善寺白八重桜）
- کوکا（紅華）
- کودایجی（高台寺）
- کوگانه‌ای-اوسوبنی-زاکورا（小金井薄紅桜）
- اوکه‌شی میزو（苔清水）
- کوکونوئه（九重）
- کوشی‌اویاما（小汐山）
- گوشو-زاکورا（五所桜）
- گوشومیکوروماگائشی（御所御車返し）
- کوچو (胡蝶)
- گوتن‌نیوی（御殿匂）
- کوماتسوناگی（駒繋）
- کونگوزان（金剛山）
- شیئوگاما（塩釜）
- شیزوکا（静香・松前静香）
- شیبایاما（芝山）
- شیبویاکوننو-زاکورا（渋谷金王桜）
- شوگتسو（松月）
- شوناندن（小南殿）
- شیرایوکی（白雪）
- شیرویائه（白妙）
- سوی‌شو（水晶）
- سوزاکو（朱雀）
- سورافوگنزو（須磨浦普賢象）
- سومیزومه（墨染）
- سوروگادای‌نیوی（駿河台匂）
- سندای-شیداره（仙台枝垂）
- سنریکو（千里香）
- دایهاکو（太白）
- دایمین（大明）
- تائویامه（手弱女）
- تاکاساگو（高砂・南殿・奈天・武者桜）
- تاگوی‌آراشی（類嵐）
- چیهارا-زاکورا（千原桜）
- چوجوهی-زاکورا（長州緋桜）
- شیکوبانو（突羽根・平野突羽根）
- ته‌ماری（手毬）
- توکیو-زاکورا（東京桜）
- تورانوئو（虎の尾）
- ناجیما-زاکورا（名島桜）
- ناده‌شیکو-زاکورا（撫子桜）
- نینسواین-فوگنزو（二尊院普賢象）
- بایگوجی-جوزوکاکه -زاکورا（梅護寺数珠掛桜）
- هاکوکاسان（白華山）
- هاکوسان‌اوده‌ماری（白山大手毬）
- هاکوسان‌هاتا-زاکورا（白山旗桜）
- هاناگاسا（花笠・松前花笠）
- بانریکو（万里香）
- هیزاراشی（日暮）
- هیودروی-زاکورا（鵯桜）
- هیرانونه‌زامه（平野寝覚）
- فوکو-زاکورا（福桜）
- فوکوروکوجو（（福禄寿）
- فوگنزو（普賢象・普賢堂）
- فوسا-زاکورا（房桜）
- فودان-زاکورا（不断桜）
- بنی‌گاسا（紅笠・松前紅笠）
- بنی-شیداره（紅時雨・松前紅時雨）
- بنی‌یوتاکا（紅豊・松前紅豊）
- بندونو（弁殿）
- هورینجی（法輪寺）
- هوکوهوکو（北鵬）
- هوتاته（帆立）
- بوتان（牡丹）
- ما-زاکورا（真桜・白花真桜）
- ماسویاما（増山）
- ماتسومائه（松前）
- ماتسومائه-آیزن（松前愛染）
- ماتسومائه-اوشیما（松前大潮）
- ماتسومائه-کازان‌این（松前花山院）
- ماتسومائه-هانازومه‌ای（松前花染衣）
- ماتسومائه-هایازاکی（松前早咲・血脈桜）
- ماتسومائه-فوکی（松前富貴）
- ماتسومائه-بنی‌هیگورومو（松前紅緋衣）
- ماتسومائه-یائه‌کوتوبوکی（松前八重寿）
- میکروماگائشی（御車返し・御車還し・桐ケ谷・キリガヤツ）
- میکابی-زاکورا（三ヶ日桜）
- موراساکی-زاکورا（紫桜）
- می‌کتسو（明月）
- یائه‌آکه‌بونو（八重曙）
- یائه‌نیوی（八重匂）
- یائه‌بنی‌تورانوئو（八重紅虎の尾）
- یائه‌موراساکی‌زاکورا（八重紫桜）
- یاداکه‌موراساکی（矢岳紫）
- یوکیهی（楊貴妃）
- ران‌ران（蘭蘭）
- ریواون‌این-بنی‌یائه（龍雲院紅八重）
- اوشی‌نوئو（鷲の尾）